# Mark Weiser
Mark D Weiser nasceu em 23 julho de 1952 em Illinois nos Estados Unidos. Conhecido como o pai da Computação Ubíqua, criou o conceito de Computação Ubíqua na publicação do artigo A computação do século 21 no final dos anos 80. Morreu em 27 de abril de 1999 vítima de um câncer gástrico.

## Biografia
Filho de David W. Weiser e Audra H. Weiser, Weiser estudou Informática e Ciências da Comunicação na Universidade de Michigan, recebendo um MA em 1977 e um Ph.D. em 1979. Lecionou na Universidade de Maryland, College Park e foi cientista chefe (1988) diretor de tecnologia (1996) da Xerox PARC.
Foi diagnosticado com câncer de estômago (1999) com 18 meses de vida restantes. Morreu 6 semanas depois, em 27 de abril de 1999. Weiser deixou sua esposa, Victoria Reich, uma bibliotecária da Universidade de Stanford e duas filhas, Corinne Reich-Weiser e Nicole Reich-Weiser. Após sua morte, a família anunciou que receberia doações para um fundo criado para fornecer bolsas de estudo para alunos de graduação promissores em Ciência da Computação na Universidade de Berkeley.
Além das contribuições para a computação, Mark era o baterista da banda Severe Tire Damage, a primeira banda a se apresentar ao vivo na Internet.

## Computação Ubíqua e demais áreas de pesquisa
Weiser foi o criador do conceito Computação Ubíqua, defendendo o oposto da Realidade Virtual, em que as pessoas são colocadas dentro do mundo gerado pelo computador. Na Computação Ubíqua, é o computador que se integra a vida das pessoas de modo que elas não o percebam, mas o utilizem. Movido por este conceito, Weiser percebeu que ainda não havia meios tecnológicos na sua época para que a Computação Ubíqua se tornasse realidade, então passou a dedicar esforços para desenvolver estes meios. Um exemplo disso foi a criação de "tabs", "pads", e "boards" pela Xerox PARC entre 1988-1994. A Computação Móvel e os Sistemas Distribuídos também receberam contribuições de Weiser, visando a viabilidade da ubiquidade computacional.